# Douglas Lamb
Douglas Gilbert Lamb (* 22. Mai 1968) ist ein ehemaliger belizischer Radrennfahrer.
Er nahm an den Olympischen Sommerspielen 1992 in Barcelona teil. Das Straßenrennen konnte er nicht beenden; im Mannschaftszeitfahren kam er auf Rang 27.